# Нгуен Кань-тонг
Нгуен Кань-тонг (вьет. Nguyễn Cảnh Tông, тьы-ном 阮景宗) (19 февраля 1864, Хюэ, Аннам — 28 января 1889, Хюэ, Хюэ, Французский Индокитай) — 9-й император Вьетнама из династии Нгуен, правивший с 7 ноября 1885 по 28 января 1889 года.
Правил под девизом Донг-кхань (вьет. Đồng-khánh, тьы-ном 同慶). Личное имя — Ынг Дыонг (вьет. Ưng ̣Đường). Титул до вступления на престол — Киензянг-куанконг (вьет. Kiến Giang Quận Công, тьы-ном 堅江郡公).

## Жизнеописание
Кань-тонг был сыном принца Нгуен Фук Хонг Кая, а так как его дядя, император Нгуен Зук-тонг, не имел детей, он стал правителем провинции Кьензянг. Кань-тонгу, однако, не удалось взойти на престол, пока четверо других претендентов не лишились так или иначе прав на престол в течение года после смерти Зук-тонга.
Кань-тонг занял трон после событий 4 июля 1885 года, когда регент Тон Тхат Тхюет похитил молодого императора Хам-нги-дэ из Запретного Города в Хюэ и взял его в горы в качестве главного символа сопротивления колонизаторам. Чтобы лишить мятежного Хам-нги-дэ легитимности, французы и сделали императором Кань-тонга.
Кань-тонг всячески старался продемонстрировать свою лояльность французам. В 1886 году им «для укрепления дружеских связей с Францией» был учрежден императорский орден Дракона Аннама, которым награждались как подданные императора, так и иностранцы.